# Biserica reformată-calvină din Vaida-Cămăraș, Cluj

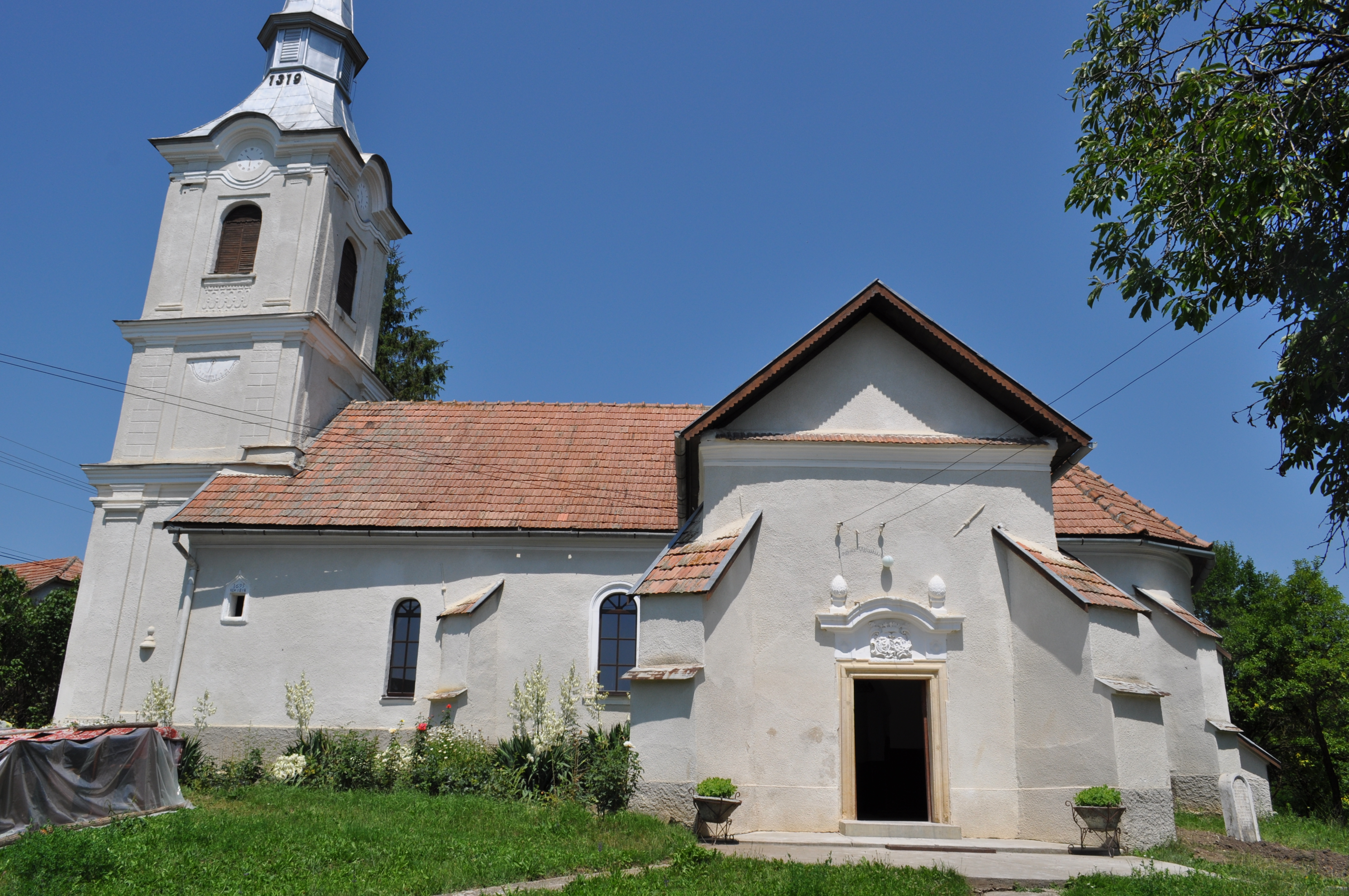
Biserica reformată din Vaida-Cămăraș, comuna Căianu, județul Cluj, foto: iulie 2011.

Biserica reformată din Vaida-Cămăraș, comuna Căianu, județul Cluj, datează din secolul XIV. Biserica se află pe noua listă a monumentelor istorice sub codul LMI:  CJ-II-m-B-07806.

## Localitatea
Vaida-Cămăraș (în maghiară Vajdakamarás) este un sat în comuna Căianu din județul Cluj, Transilvania, România. Prima mențiune documentară este din anul 1213 cu denumirea villa Kamarás.

## Biserica
În anul 1332 exista o biserică parohială, preotul său, Péter, fiind menționat în registrul dijmelor papale. Populația catolică medievală a fost reformată în timpul Reformei, împreună cu biserica. În locul bisericii medievale, în anul 1723 a fost construită o nouă biserică, cu sprijinul familiei Bethlen.

## Imagini din exterior

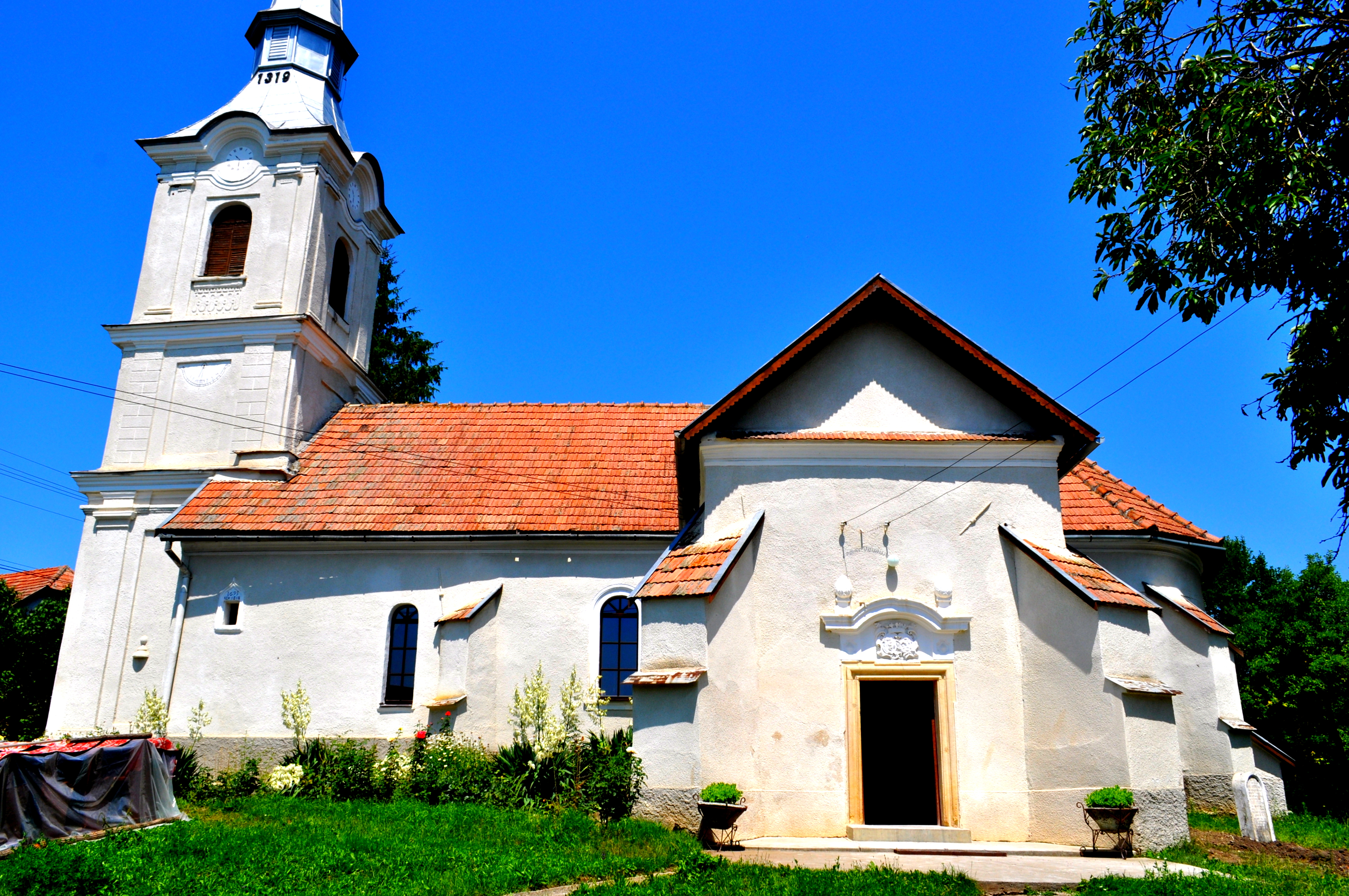
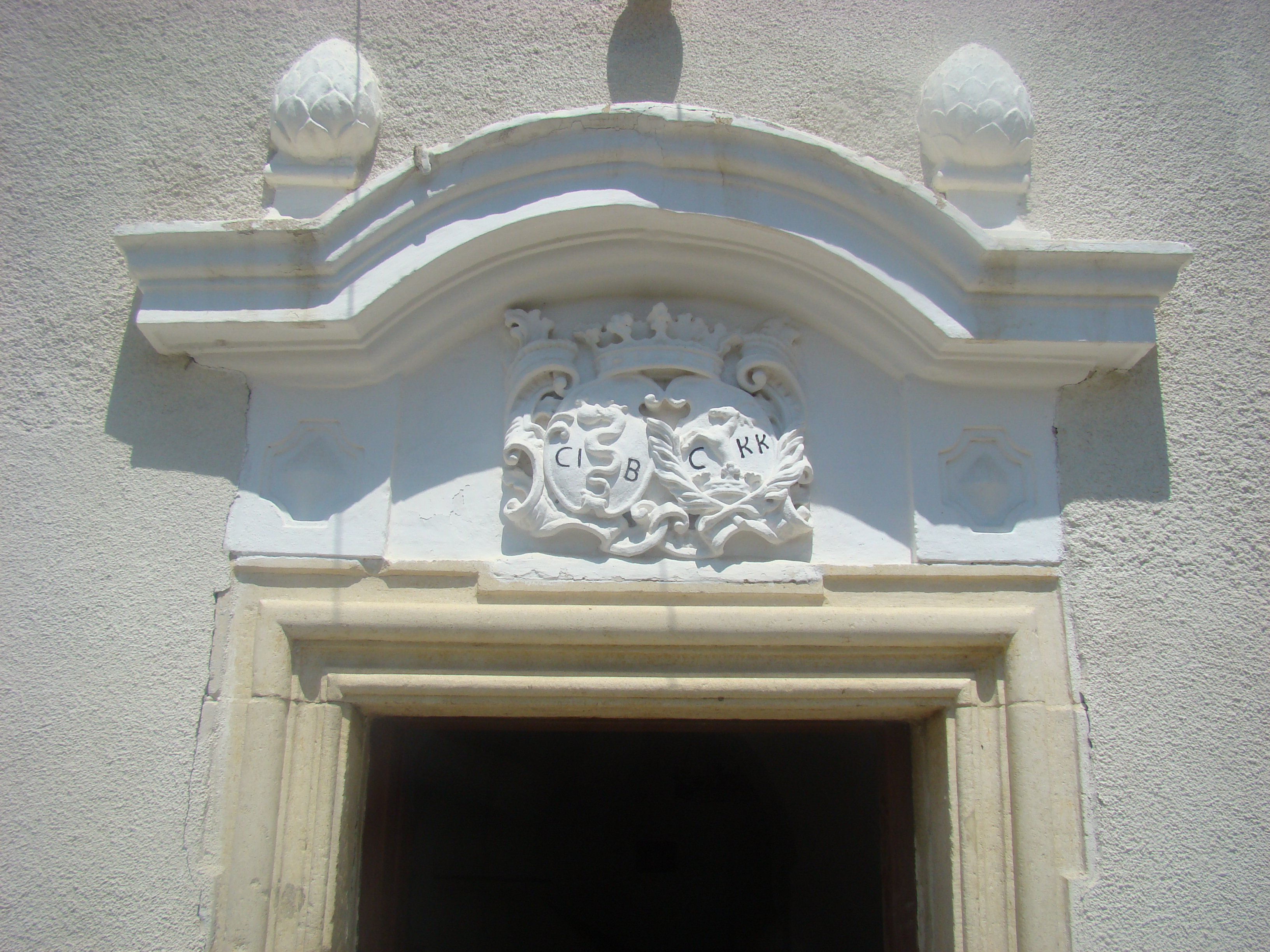
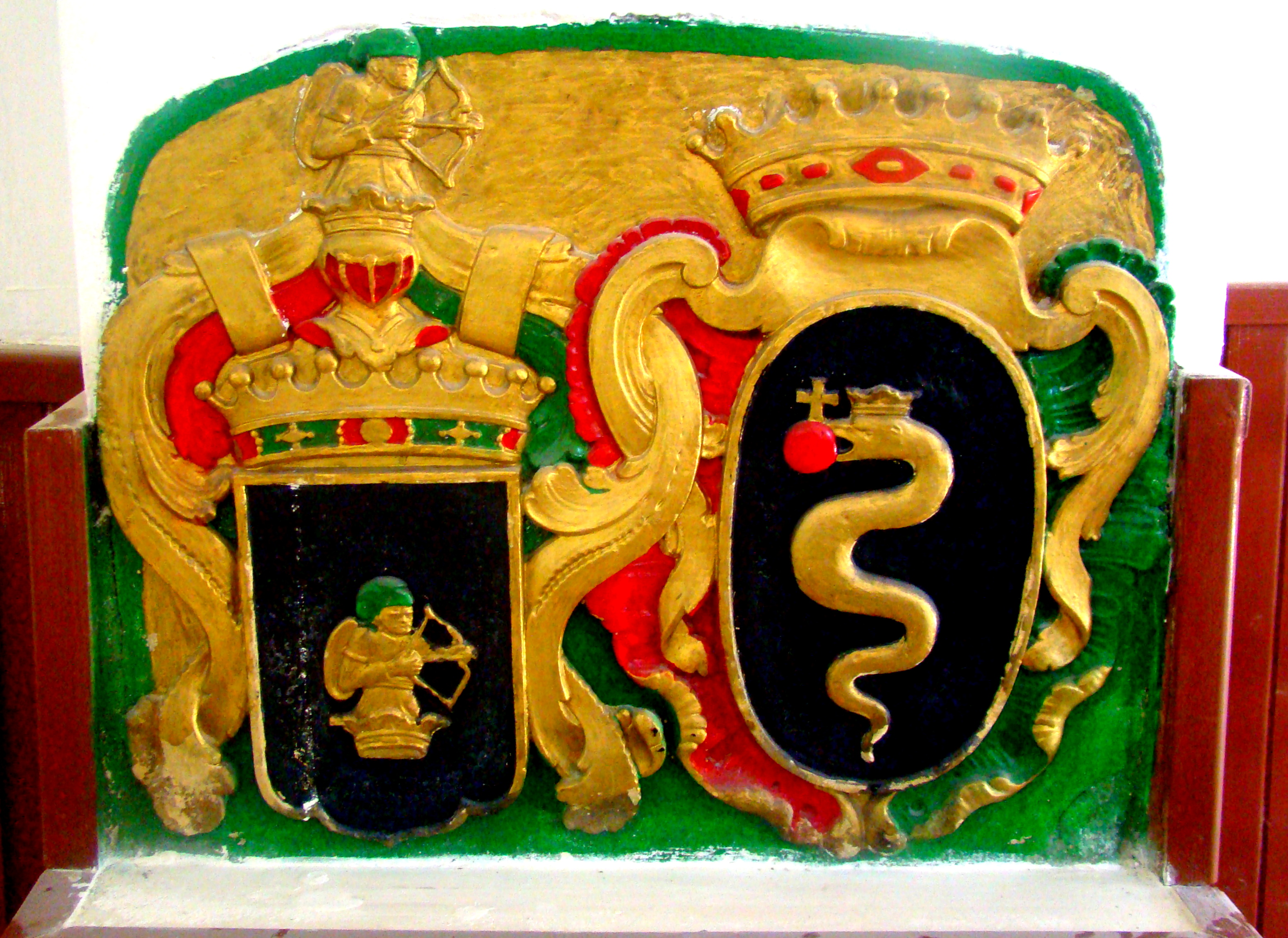
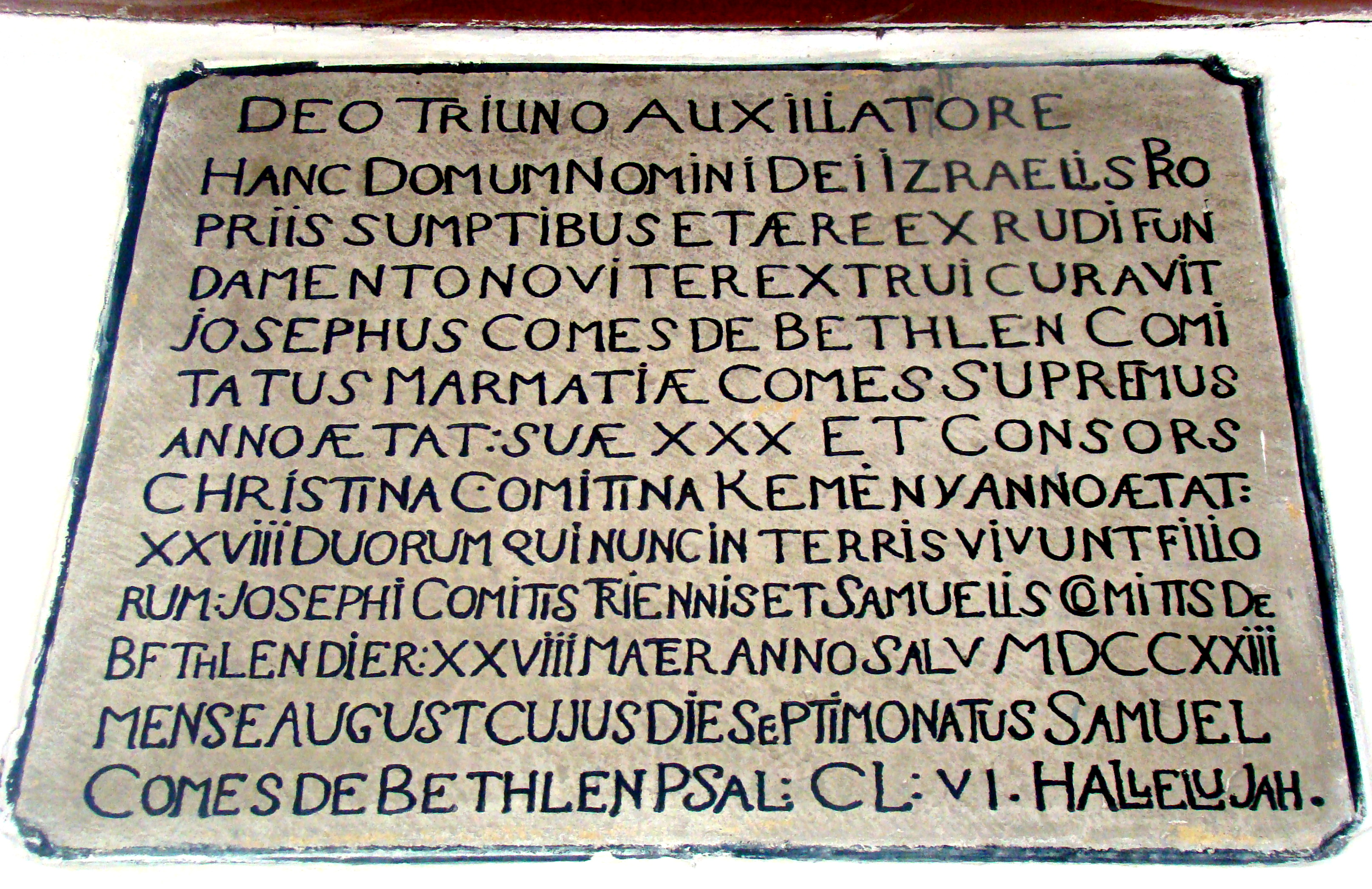
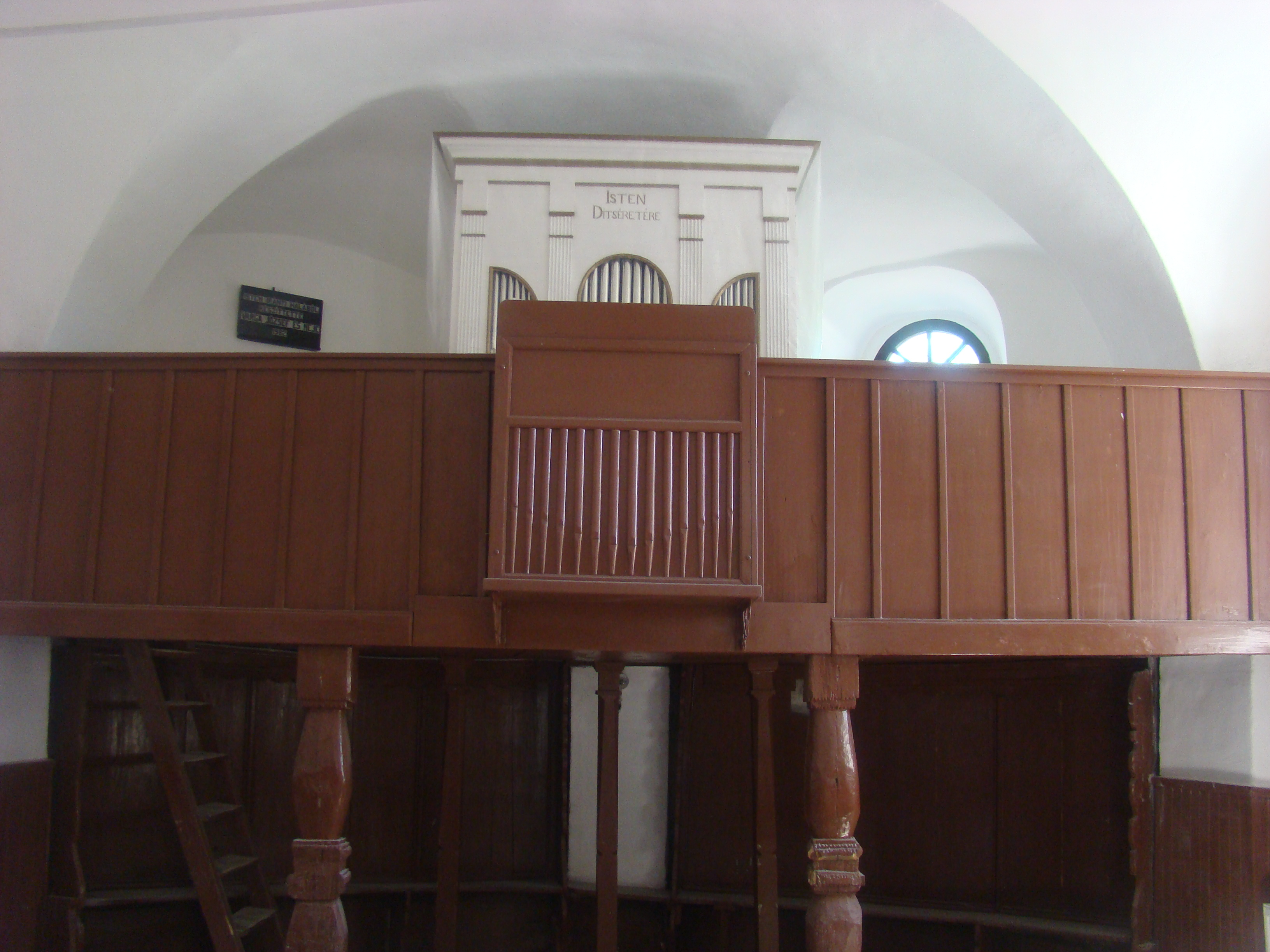
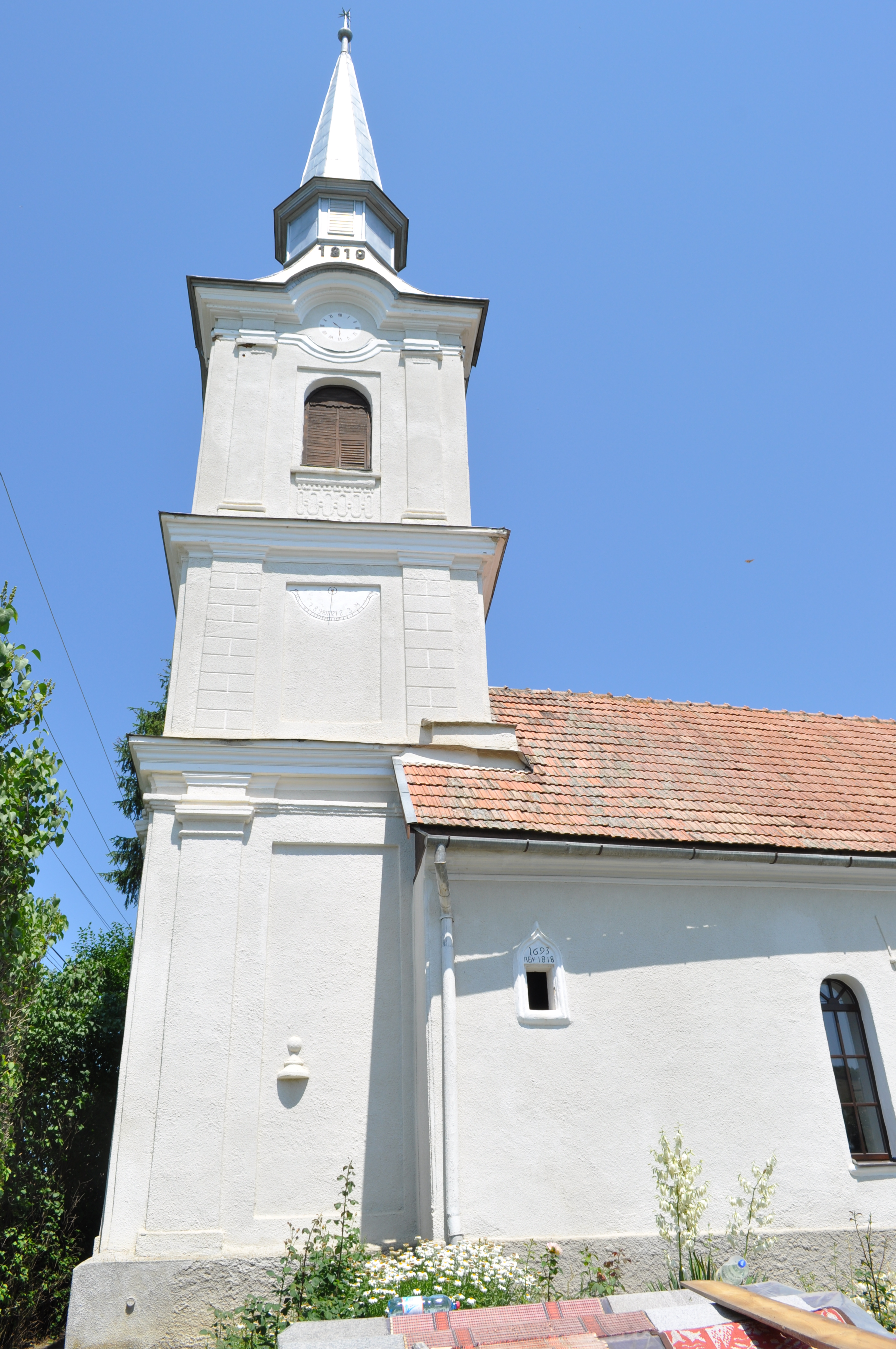